# Susan bij de Knobbelgilde
 Susan bij de Knobbelgilde  is een verhaal uit de Belgische stripreeks Piet Pienter en Bert Bibber van Pom.
Het verhaal verscheen als nummer 45 in de reeks bij De Standaard, en was dus het tweede album dat niet bij De Vlijt verscheen.

## Personages
- Susan
- Piet Pienter
- Bert Bibber
- De Klak
- Fred De Floere
- Adriaan Kotzwinkel
- Kommissaris Knobbel

## Albumversies
Susan bij de Knobbelgilde verscheen in 1995 als album 45 bij De Standaard. Dit was het enige album dat als primeur bij hen werd uitgegeven. In 2006 gaf Uitgeverij 't Mannekesblad het album opnieuw uit.